# アンブライドルド
アンブライドルド (Unbridled) とはアメリカ合衆国の競走馬、種牡馬である。

## 競走馬時代

### デビュー前
1987年、アメリカ合衆国・フロリダ州のタータンファームズに生まれ、当歳時に生産者の解放セールに出され、ここでフランシス・ジェンターに7万ドルで購買された。
2歳時のデビュー前の調教において、日本の武豊が跨っている。武は何歳馬なのか聞かされていなかったため跨った時には古馬だと思ったといい、調教後に何勝しているのか関係者に聞いたところデビューしていないと言われて驚いたという。

### 戦績
1989年にアメリカ合衆国のアーリントンパーク競馬場でデビュー戦を飾った。この年は6戦2勝。
3歳となった1990年は、3戦目のガルフストリームパーク競馬場のフロリダダービーを優勝しアメリカ三冠競走の有力候補として名乗りを上げた。ブルーグラスステークス（キーンランド競馬場）3着を経て向かった三冠初戦ケンタッキーダービーでは単勝5番人気に支持され、クレイグ・ペレ騎乗のもとで優勝した。最後の2ハロン（残り400m）で記録した24秒4は、ケンタッキーダービー史上では1973年のセクレタリアトに次ぐ2番目に速いタイムだった。
残る三冠競走のプリークネスステークスはケンタッキーダービー2着のサマースコールが、ベルモントステークスはアイルランドから遠征したゴーアンドゴーが優勝し、アンブライドルドはそれぞれ2着、4着に終わった。秋にはブリーダーズカップ・クラシック（ベルモントパーク競馬場）に駒を進め、ここでも単勝4番人気ながら優勝した。騎手はパット・デイ。この年は11戦4勝。エクリプス賞最優秀3歳牡馬を受賞した。
翌1991年もブリーダーズカップ・クラシック（チャーチルダウンズ競馬場）に出走したが、勝ち馬ブラックタイアフェアーの3着に敗れ、この競走を最後に引退した。この年は7戦2勝。

### 競走成績
- 1989年（2歳）6戦2勝
- 1990年（3歳）11戦4勝、エクリプス賞最優秀3歳牡馬。フロリダダービー（米G1）、ケンタッキーダービー（米G1）、ブリーダーズカップ・クラシック（米G1）
- 1991年（4歳）7戦2勝

## 種牡馬時代
競走馬引退後の1992年からゲインズウェイファームで種牡馬となり、1997年からはクレイボーンファームに移動して繋養され、数多くの産駒を送り出したが、2001年10月18日にクレイボーンファームで疝痛のため死亡。グラインドストーンは1996年のケンタッキーダービーを優勝し、親子制覇を果たしたほか、計3頭のブリーダーズカップ優勝（2006年現在）馬を送り出し成功を収めている。

### 代表産駒
- 1993年産
  - アンブライドルズソング：ブリーダーズカップ・ジュヴェナイル（米G1）、フロリダダービー（米G1）
  - グラインドストーン：ケンタッキーダービー（米G1）
- 1995年産
  - バンシーブリーズ：エクリプス賞最優秀3歳牝馬。コーチングクラブアメリカンオークス（米G1）、アラバマステークス（米G1）、スピンスターステークス（米G1）、アップルブロッサムハンデキャップ（米G1）、ゴーフォーワンドハンデキャップ（米G1）
  - マニスティーク：サンタマルガリータインビテーショナルハンデキャップ（米G1）、ヴァニティハンデキャップ（米G1）、サンタマリアハンデキャップ（米G1）
- 1996年産
  - レッドチリペッパー：富士ステークス（JRAGIII）、中山牝馬ステークス（JRAGIII）
- 1997年産
  - アニース：エクリプス賞最優秀2歳牡馬。ブリーダーズカップ・ジュヴェナイル（米G1）
  - アンシェイディド：トラヴァーズステークス（米G1）
  - レッドバレット：プリークネスステークス（米G1）
  - レディバラード：クイーン賞（統一GIII）、TCK女王盃（統一GIII）
- 1998年産
  - エクサジェナス：ベルデイムステークス（米G1）、ガゼルハンデキャップ（米G1）
- 2000年産
  - エンパイアメーカー：フロリダダービー（米G1）、ウッドメモリアルステークス（米G1）、ベルモントステークス（米G1）
- 2001年産
  - ハーフブライドルド：エクリプス賞最優秀2歳牝馬。ブリーダーズカップ・ジュヴェナイルフィリーズ（米G1）デルマーデビュータントステークス（米G1）
  - エディントン：ピムリコスペシャルハンデキャップ（米G1）
- 2002年産
  - スマッグラー：エクリプス賞最優秀3歳牝馬。マザーグースステークス（米G1）、コーチングクラブアメリカンオークス（米G1）

### 母父としての代表産駒
- 2001年産
  - タピット：ウッドメモリアルステークス（米G1） - 父プルピット
- 2004年産
  - ドリームラッシュ：テストステークス（米G1）、プライオレスステークス（米G1） - 父ワイルドラッシュ
  - レディジョアン：アラバマステークス（米G1） - 父オリエンテート
- 2005年産
  - ファルコ：プール・デッセ・デ・プーラン（仏G1） - 父ピヴォタル
- 2006年産
  - スカイディーバ：フリゼットステークス（米G1） - 父スカイメサ
  - アンペア：エーデルワイス賞（統一GIII） - 父ワイルドラッシュ
- 2007年産
  - アルナ：スピンスターステークス（米G1）
- 2008年産
  - シャックルフォード：プリークネスステークス（米G1）、メトロポリタンハンデキャップ（米G1）、クラークハンデキャップ（米G1） - 父フォレストリー
  - ダコール：新潟大賞典（JRAGIII） - 父ディープインパクト
  - ダノンバラード：アメリカジョッキークラブカップ（JRAGII） - 父ディープインパクト
- 2010年産
  - オーブ：フロリダダービー（米G1）、ケンタッキーダービー（米G1） - 父マリブムーン
- 2011年産
  - ミスタースピーカー：ベルモントダービー（米G1） - 父プルピット
  - スムースローラー：オーサムアゲインステークス（米G1） - 父ハードスパン
- 2012年産
  - アルビアーノ：スワンステークス（JRAGII）、フラワーカップ（JRAGIII） - 父ハーランズホリデー
- 2016年産
  - コヴフェフェ：テストステークス（米G1）、ブリーダーズカップ・フィリー＆メアスプリント（米G1） - 父イントゥミスチーフ

## 血統表
| アンブライドルドの血統（ファピアノ系 / Aspidistra 4x4=12.50%、 Rough'n Tumble 4x5=9.38%） | アンブライドルドの血統（ファピアノ系 / Aspidistra 4x4=12.50%、 Rough'n Tumble 4x5=9.38%） | アンブライドルドの血統（ファピアノ系 / Aspidistra 4x4=12.50%、 Rough'n Tumble 4x5=9.38%） | （血統表の出典）    | （血統表の出典） |
| 父 Fappiano 1977 鹿毛 アメリカ                                                            | 父の父Mr. Prospector 1970 鹿毛 アメリカ                                                   | Raise a Native                                                                            | Native Dancer       | Native Dancer    |
| 父 Fappiano 1977 鹿毛 アメリカ                                                            | 父の父Mr. Prospector 1970 鹿毛 アメリカ                                                   | Raise a Native                                                                            | Raise You           |                  |
| 父 Fappiano 1977 鹿毛 アメリカ                                                            | 父の父Mr. Prospector 1970 鹿毛 アメリカ                                                   | Gold Digger                                                                               | Nashua              | Nashua           |
| 父 Fappiano 1977 鹿毛 アメリカ                                                            | 父の父Mr. Prospector 1970 鹿毛 アメリカ                                                   | Gold Digger                                                                               | Sequence            |                  |
| 父 Fappiano 1977 鹿毛 アメリカ                                                            | 父の母Killaloe 1970 鹿毛 アメリカ                                                         | Dr. Fager                                                                                 | Rough'n Tumble      | Rough'n Tumble   |
| 父 Fappiano 1977 鹿毛 アメリカ                                                            | 父の母Killaloe 1970 鹿毛 アメリカ                                                         | Dr. Fager                                                                                 | Aspidistra          |                  |
| 父 Fappiano 1977 鹿毛 アメリカ                                                            | 父の母Killaloe 1970 鹿毛 アメリカ                                                         | Grand Splendor                                                                            | Correlation         | Correlation      |
| 父 Fappiano 1977 鹿毛 アメリカ                                                            | 父の母Killaloe 1970 鹿毛 アメリカ                                                         | Grand Splendor                                                                            | Cequillo            |                  |
| 母 Gana Facil 1981 栗毛 アメリカ                                                          | 母の父Le Fabuleux 1961 栗毛 フランス                                                      | Wild Risk                                                                                 | Rialto              | Rialto           |
| 母 Gana Facil 1981 栗毛 アメリカ                                                          | 母の父Le Fabuleux 1961 栗毛 フランス                                                      | Wild Risk                                                                                 | Wild Violet         |                  |
| 母 Gana Facil 1981 栗毛 アメリカ                                                          | 母の父Le Fabuleux 1961 栗毛 フランス                                                      | Anguar                                                                                    | Verso               | Verso            |
| 母 Gana Facil 1981 栗毛 アメリカ                                                          | 母の父Le Fabuleux 1961 栗毛 フランス                                                      | Anguar                                                                                    | La Rochelle         |                  |
| 母 Gana Facil 1981 栗毛 アメリカ                                                          | 母の母Charedi 1976 青鹿毛 アメリカ                                                        | In Reality                                                                                | Intentionally       | Intentionally    |
| 母 Gana Facil 1981 栗毛 アメリカ                                                          | 母の母Charedi 1976 青鹿毛 アメリカ                                                        | In Reality                                                                                | My Dear Girl        |                  |
| 母 Gana Facil 1981 栗毛 アメリカ                                                          | 母の母Charedi 1976 青鹿毛 アメリカ                                                        | Magic                                                                                     | Buckpasser          | Buckpasser       |
| 母 Gana Facil 1981 栗毛 アメリカ                                                          | 母の母Charedi 1976 青鹿毛 アメリカ                                                        | Magic                                                                                     | Aspidistra F-No.1-r |                  |

- 主な近親にドクターフェイガー、タウィー、グレートアバヴ、タヤスツヨシ、ロールオブザダイス。